# Matilda Dodge Wilson
Matilda Dodge Wilson, född 1883, död 1967, var en amerikansk politiker (republikan). Hon var Lieutenant Governor i Michigan 1940-1941. Hon var USA:s första Lieutenant Governor (vice guvernör). 